# The Times of Israel
The Times of Israel (ToI) — израильская многоязычная интернет-газета, запущенная в 2012 году, и с тех пор ставшая крупнейшим англоязычным еврейским и израильским новостным источником по размеру аудитории. Газету совместно основали израильский журналист Дэвид Хоровиц, также являющийся её главным редактором, и американский миллиардер-инвестор Сет Кларман. Расположенная в Иерусалиме, она «освещает события в Израиле, на Ближнем Востоке и во всем еврейском мире». Помимо оригинальной версии на английском языке, The Times of Israel публикуется на иврите (в виде собственного издания Zman Yisrael), арабском, французском и персидском языках. Помимо публикации новостей и аналитических материалов, сайт также предоставляет платформу для блогов с участием множества авторов.

## История
Газета Times of Israel была запущена в феврале 2012 года. Его соучредителями являются журналист Давид Хоровиц, и американский миллиардер Сет Кларман, основатель The Baupost Group и председатель The David Project. Кларман является председателем совета директоров сайта.
В феврале 2014 года, через два года после запуска, The Times of Israel заявила о наличии двух миллионов читателей. В 2017 году аудитория увеличилась до 3,5 миллионов уникальных пользователей в месяц. К 2021 году ежемесячно газету читали в среднем более девяти миллионов уникальных пользователей, а число просмотров страниц достигло более чем 35 миллионов в месяц, при этом на блогоплатформе сайта было зарегистрировано 9000 активных блоггеров.

## Сотрудники и авторы
Несколько редакторов Times of Israel ранее работали в английском издании Гаарец, в том числе Джошуа Давидович и Рафаэль Арен, а бывший корреспондент Гаарец по арабским делам Ави Иссахарофф — соавтор популярного израильского телесериала «Фауда» — стал аналитиком по Ближнему Востоку. Аманда Боршель-Дан, которая была редактором журнала The Jerusalem Post, в настоящее время является заместителем редактора The Times of Israel, отвечающим за еврейский мир и археологию. Она также ведет еженедельный подкаст газеты.
В газете публикуются известные журналисты Хавив Реттиг Гур и Ави Иссахаров.
Среди авторов издания - многие известные учёные, блогеры и общественные деятели:
- Наоми Хазан[21]
- Ирвин Котлер[22]
- Джордан Хофман
- Симха Якобовичи[23]
- Яир Лапид[24]
- Дов Липман[25]
- Джошуа Муравчик
- Майкел Набиль Санад[26]
- Шмуэль Роснер
- Бред Шнайдер
- Йосеф Шерман[27]
- Шауль Зингер[англ.][28]
- Sarah Tuttle-Singer[29]
- Шмули Янкович